# Montenegro Airlines
Montenegro Airlines – czarnogórskie byłe narodowe linie lotnicze z siedzibą w Podgoricy. Głównym węzłem był port lotniczy Podgorica. 

## Historia
Linie powstały w 1994. 7 maja 1997 samolotem Fokker 28 miał miejsce pierwszy lot na trasie Podgorica - Bari. W 2000 zakupiono kolejny samolot Fokker 100, drugi w 2002, a trzeci w 2003. W 2007 zakupiono dwa samoloty Embraer 195. W chwili upadku flota składała się z czterech samolotów. Trzy z nich to:  Embraer 195 oraz jeden Fokker 100.
Z powodu braku wsparcia przez rząd linie z dniem 26 grudnia 2020 całkowicie zawiesiły swoje usługi. 